# Fene
Fene – gmina w Hiszpanii, w prowincji A Coruña, w Galicji, o powierzchni 26,31 km². W 2011 roku gmina liczyła 13 780 mieszkańców.